# 兵庫県指定文化財一覧
兵庫県指定文化財一覧（ひょうごけんしていぶんかざいいちらん）は兵庫県指定の文化財や史跡等を一覧形式でまとめたものであるが、全てを掲載しているわけではない。総件数は2011年3月時点で828件。

## 有形文化財

### 建造物
- 斑鳩寺 庫裏表門・庫裏 〔太子町〕
- 一乗寺 石造笠塔婆・石造宝塔2基・鐘楼 〔加西市〕
- 圓教寺 石造笠塔婆・本多家廟屋5棟・仁王門・十妙院・開山堂・薬師堂・奥院護法堂拝殿 〔姫路市〕
- 奥山寺 多宝塔 〔加西市〕
- 鶴林寺 石造宝篋印塔・仁王門・三重塔 〔加古川市〕
- 玉田寺 石造宝篋印塔 〔新温泉町〕
- 昆陽寺 山門・観音堂 〔伊丹市〕
- 酒見寺 鐘楼 〔加西市〕
- 随願寺 経蔵・開山堂・本堂 〔姫路市〕
- 石峯寺 石造五輪塔 〔神戸市北区〕
- 浄土寺 鐘楼・開山堂 〔小野市〕
- 十輪寺 本堂 〔高砂市〕
- 神積寺 石造五重塔 〔福崎町〕
- 福祥寺（須磨寺） 石造十三重塔 〔神戸市須磨区〕
- 太山寺 三重塔 〔神戸市西区〕
- 長遠寺 鐘樓・客殿・庫裡 〔尼崎市〕
- 朝光寺 多宝塔 〔加東市〕
- 東光寺 多宝塔 〔三木市〕
- 大乗寺 客殿・庫裏・山門〔香美町香住区〕
- 中山寺 大門・護摩堂・本堂 〔宝塚市〕
- 福田寺 石造十一重塔 〔加古川市〕
- 法楽寺 本堂・春日社 〔神河町〕
- 本興寺 鐘楼 〔尼崎市〕
- 本徳寺（亀山本徳寺） 大広間・経堂・本堂・庫裏・大門 〔姫路市〕
- 白毫寺 石造宝篋印塔 〔丹波市〕
- 普光寺 石造宝篋印塔 〔宝塚市〕
- 普明寺 石造宝篋印塔 〔宝塚市〕
- 満願寺 本堂内宮殿 〔川西市〕
- 弥勒寺 開山堂厨子 〔姫路市〕
- 射楯兵主神社 石造鳥居 〔姫路市〕
- 岩上神社 本殿 〔淡路市〕
- 魚吹八幡神社 楼門・摂社敷島神社本殿 〔姫路市〕
- 柏原八幡神社 三重塔 〔丹波市〕
- 鴻池神社 本殿 〔伊丹市〕
- 素盞嗚神社 本殿・相殿2棟 〔宝塚市高司〕
- 素盞嗚神社 本殿 〔宝塚市長谷〕
- 住吉神社 石造燈籠 〔明石市〕
- 多田神社 南門・東門・西門・六所神社本殿・厳島神社本殿 〔川西市〕
- 長田神社 石造燈籠 〔神戸市長田区〕
- 波豆八幡神社 石造鳥居・石塔群 〔宝塚市〕
- 六甲八幡神社 厄神宮本殿 〔神戸市灘区〕
- 旧神崎郡役所（現福崎町立神崎郡歴史民俗資料館） 〔福崎町〕
- 旧氷上高等小学校校舎 〔丹波市〕
- 旧兵庫県豊岡尋常中学校本館（豊岡高校達徳会館） 〔豊岡市〕
- 旧日本専売公社赤穂支局（現赤穂市立民俗資料館） 旧塩倉庫・旧文書庫・旧事務所 〔赤穂市〕
- 旧神子畑鉱山事務舎（ムーセ旧居） 〔朝来市〕
- 宿南家住宅主屋〔養父市〕
- 旧石橋家住宅 〔伊丹市〕
- 旧九鬼家住宅 〔三田市〕
- 堀家住宅 〔たつの市龍野町〕
- 三木家住宅 (兵庫県福崎町) 表門・廐・角蔵・酒造蔵・米蔵・内蔵・離れ・副屋・表座敷 〔福崎町〕
- 三木家住宅 (兵庫県姫路市) 主屋・長屋門・長屋・米蔵・内蔵・新蔵 〔姫路市〕
- 旧辰馬喜十郎住宅 母屋と附属屋 〔西宮市〕
- 移情閣（国指定部分を除く） 〔神戸市垂水区〕

### 絵画
- 斑鳩寺 絹本著色八葉曼荼羅図 〔太子町〕
- 浄橋寺 紙本著色善慧上人伝絵 箱共 〔西宮市〕
- 十輪寺 絹本著色阿弥陀来迎図 〔高砂市〕
- 大覚寺 絹本著色当麻曼荼羅図 〔姫路市〕
- 瑠璃寺 絹本著色随求曼荼羅図 〔佐用町〕
- 英賀神社 天神縁起絵巻（明徳本）3巻・天神縁起絵巻（永正本）3巻 〔姫路市〕
- 兵庫県立歴史博物館 不動明王二童子像 〔姫路市〕

### 彫刻
- 圓教寺 木造金剛薩 坐像・性空上人坐像・如意輪観音坐像 〔姫路市〕
- 温泉寺 木造四天王立像・木造金剛力士立像 〔豊岡市〕
- 鶴林寺 行道面12面・木造阿弥陀如来坐像・木造僧形坐像（伝恵便法師像）・獅子頭2面・二臂如意輪観音半跏思惟像 〔加古川市〕
- 清水寺 銅造菩薩立像 〔加東市〕
- 昆陽寺 広目天・多聞天立像 〔伊丹市〕
- 西林寺 木造十一面観音立像 〔西脇市〕
- 浄土寺 行道面4面・鬼面2面 〔小野市〕
- 正福寺 木造不動明王立像 〔新温泉町〕
- 須磨寺 木造不動明王立像 〔神戸市須磨区〕
- 大乗寺 木造四天王立像4躯・木造薬師如来坐像 〔香美町〕
- 達身寺 木造仏像類34躯 〔丹波市〕
- 朝光寺 木造千手観音立像2躯 〔加東市〕
- 徳光院 木造持国天立像2躯・木造増長天立像 〔神戸市中央区〕
- 中山寺 木造脇侍十一面観音立像2躯 〔宝塚市〕
- 如意寺 塑造金剛力士像2躯1対 〔神戸市西区〕
- 満願寺 木造千手観音立像（光背を除く）・木造聖観音立像・木造十一面観音立像・木造金剛力士立像2躯 〔川西市〕
- 瑠璃寺 木造釈迦如来坐像及び両脇侍像 〔佐用町〕
- 兵庫県立歴史博物館 木造多聞天立像 〔姫路市〕

### 工芸品
- 圓教寺 銅鐘 〔姫路市〕
- 鶴林寺 机・懸仏2面・懸仏（薬師如来） 〔加古川市〕
- 酒見寺 梵鐘 〔加西市〕
- 石峯寺 鰐口 〔神戸市北区〕
- 須磨寺 鰐口 〔神戸市須磨区〕
- 石龕寺 鰐口・石龕寺扁額・金剛鈴・両界曼荼羅版木 〔丹波市〕
- 朝光寺 鰐口・太鼓・懸仏3面 〔加東市〕
- 白毫寺 五種鈴 〔丹波市〕
- 瑠璃寺 銅鐘・鰐口・孔雀文磬 〔佐用町〕
- 柏原八幡神社 銅鐘 〔丹波市〕
- 長田神社 太刀拵2振 〔神戸市長田区〕
- 松原八幡神社 打刀拵 〔姫路市〕

### 書跡
- 斑鳩寺 鵤庄引付 〔太子町〕
- 清水寺 播磨清水寺文書41巻（608通） 〔加東市〕
- 大覚寺 大覚寺文書 56点 〔尼崎市〕
- 忉利天上寺 紺紙金字妙法蓮華経8巻（伝待賢門院御筆） 〔神戸市灘区〕
- 広峯神社 広峯神社古文書2巻16点 〔姫路市〕

### 典籍
- 斑鳩寺 峯相記 〔太子町〕
- 須磨寺 當山暦代2巻 〔神戸市須磨区〕
- 須磨寺塔頭正覚院 古筆貼交屏風（古筆切67点）6曲1双 〔神戸市須磨区〕

### 歴史資料
- 兵庫県立歴史博物館 播磨国総社三ツ山祭礼図屏風2曲1隻 〔姫路市〕

### 考古資料
- 伊丹市立博物館 伊丹廃寺出土品 〔伊丹市〕
- 一乗寺 三重塔古瓦3個 〔加西市〕
- 春日歴史民俗資料館 野々間遺跡出土銅鐸 〔丹波市〕
- 神積寺 阿弥陀種子板碑 〔福崎町〕
- 辰馬考古資料館 流水文銅鐸（伝淡路出土）・袈裟襷文銅鐸（兵庫県伊丹市中村出土）・袈裟襷文銅鐸（宍粟市一宮町閠賀字西山出土）・袈裟襷文銅鐸（洲本市淡路川出土）・横帯文銅鐸（出土地不詳）・流水文銅鐸（伝滋賀県出土）・流水文銅鐸（出土地不詳）・流水文銅鐸（徳島県吉野川市川島町川島神社出土）・流水文銅鐸（徳島県徳島市榎瀬町出土） 〔西宮市〕
- 兵庫県立歴史博物館 安倉高塚古墳出土品 〔姫路市〕
- 兵庫県立考古博物館 市之郷遺跡出土品（土器） 〔姫路市〕
- 田能遺跡 出土品 〔尼崎市、伊丹市〕

## 無形文化財

### 工芸技術
- 有馬筆（書画用）技術 〔神戸市北区〕
- 杉原紙技術 〔多可町〕

### 芸能
- 須磨琴〔神戸市須磨区〕

## 民俗文化財

### 有形民俗文化財
- 大避神社 坂越船祭り祭礼用和船6隻 〔赤穂市〕
- 広峯神社 広峯神社宝珠図絵馬 〔姫路市〕
- 沢の鶴 大石蔵2棟 〔神戸市灘区〕
- ヒガシマル醤油 醤油蔵2棟（現うすくち龍野醤油資料館） 〔たつの市〕
- 柳田國男生家 〔福崎町〕
- 兵庫県立歴史博物館 淡路人形かしら 〔姫路市〕

### 無形民俗文化財
- 朝光寺 鬼追踊 〔加東市〕
- 射楯兵主神社 播磨総社の「一ツ山」・「三ツ山」神事 〔姫路市〕
- 稲爪神社 大蔵谷の獅子舞 〔明石市〕
- 宇都野神社 麒麟獅子舞 〔新温泉町〕
- 魚吹八幡神社 魚吹八幡神社秋季例祭風流 〔姫路市〕
- 大塩天満宮 大塩天満宮獅子舞 〔姫路市〕
- 大歳神社 居組の麒麟獅子舞 〔新温泉町〕
- 賀茂神社 室津小五月祭（棹の歌） 〔たつの市〕
- 曽根天満宮 一ツ物神事 〔高砂市〕
- 住吉神社 龍王舞 〔加西市〕
- 長田神社 長田神社古式追儺式 〔神戸市長田区〕
- 松原八幡神社 松原八幡神社秋季例祭風流（灘のけんか祭り） 〔姫路市〕
- 水谷神社 養父のネッテイ相撲 〔養父市〕
- 八柱神社・三柱神社 三尾の麒麟獅子舞 〔新温泉町〕

## 史跡・名勝・天然記念物

### 史跡
- 西条廃寺跡 〔加古川市〕
- 石龕寺 石龕寺町石 〔丹波市〕
- 中山寺 白鳥塚古墳 〔宝塚市〕
- 生石神社 石の宝殿 〔高砂市〕
- 御輿塚古墳 〔姫路市〕
- 大避神社 みかんのへた山古墳 〔赤穂市〕
- 伊和神社 一つ山古墳 〔宍粟市〕
- 丹波焼古窯跡 〔篠山市〕
- 養宜館跡　〔南あわじ市〕

### 名勝
- 成就院 太山寺成就院庭園 〔神戸市西区〕
- 七種山（七種の滝） 〔福崎町〕
- 猿尾滝 〔香美町〕
- 吉滝 〔香美町〕
- 霧ヶ滝渓谷 〔新温泉町〕
- 宗鏡寺 本堂庭園 〔豊岡市〕

### 天然記念物
- 太山寺 太山寺の原生林 〔神戸市西区〕
- 法雲寺 法雲寺のビャクシン 〔上郡町〕
- 伊弉諾神宮 伊弉諾神宮の夫婦クス 〔淡路市〕
- 賀茂神社 賀茂神社のソテツ 〔たつの市〕
- 越木岩神社 越木岩神社の社叢林 〔西宮市〕
- 西宮神社 西宮神社社叢 〔西宮市〕
- 廣田神社 広田神社のコバノミツバツツジ群落 〔西宮市〕
- 日野神社 日野神社の社叢 〔西宮市〕
- 沼島 沼島のウミウ渡来地 〔南あわじ市〕
- 鉢伏山 鉢伏高原のヤマドリゼンマイ群落・ミツガシワ自生地 〔養父市〕
- 諭鶴羽山 諭鶴羽山のアカガシ群落 〔南あわじ市〕
- 瀞川平 和池の大カツラ 〔香美町〕
- 溶岩瘤 〔豊岡市〕
- はさかり岩 〔豊岡市〕
- 宇日流紋岩の流理 〔豊岡市〕
- 猫崎半島波食甌穴群 〔豊岡市〕
- 諸寄東ノ洞門 〔新温泉町〕
- 正福寺桜 〔新温泉町〕
- 柏原の大ケヤキ（木ノ根橋） 〔丹波市〕
- 西林寺 西林寺の唐子ツバキ 〔西脇市〕
- 大舟寺のカヤ〔三田市〕
- 明神岬のイブキ群落（淡路市草香 明神岬）